# 梅德勒拱廊

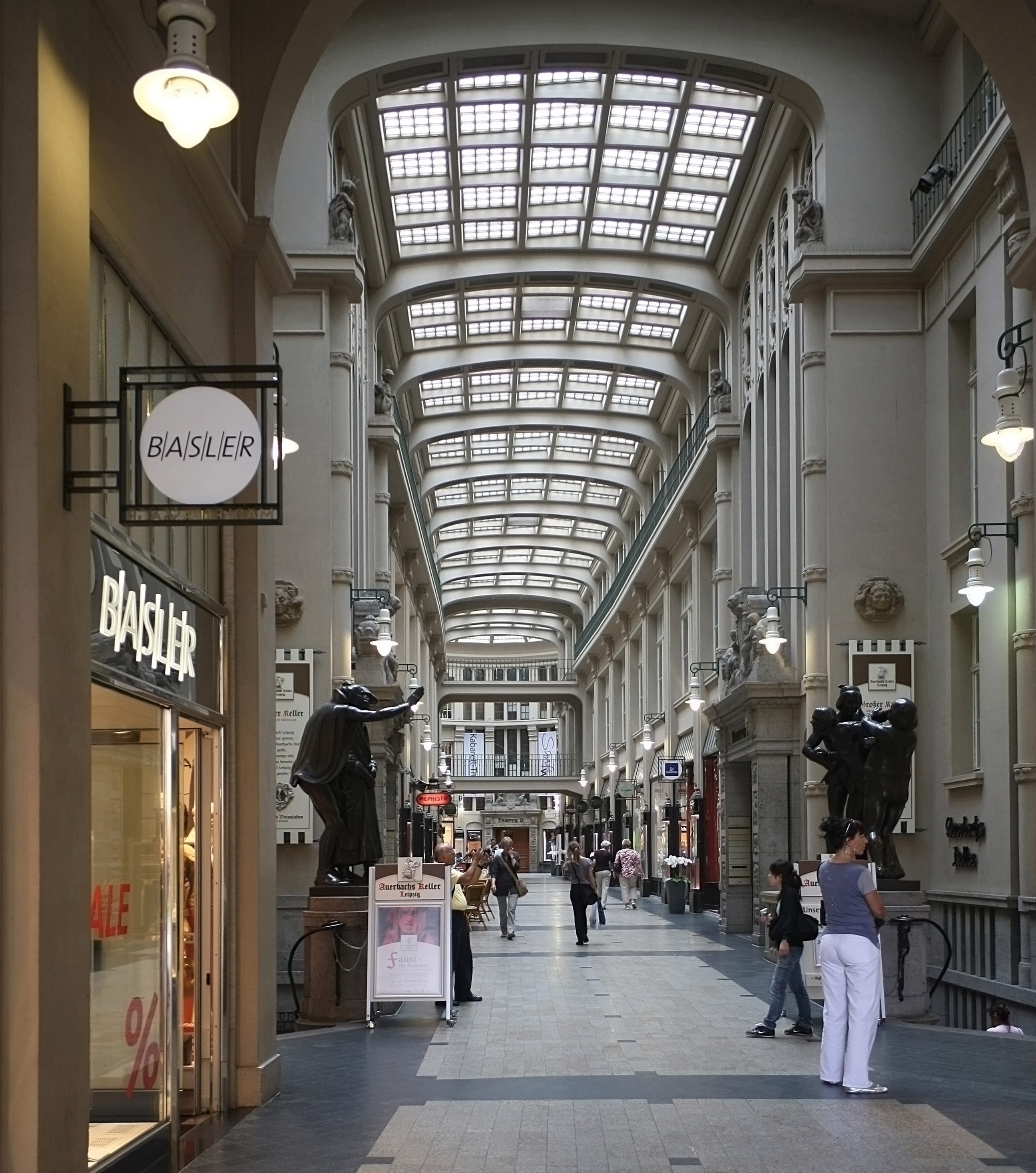
梅德勒拱廊

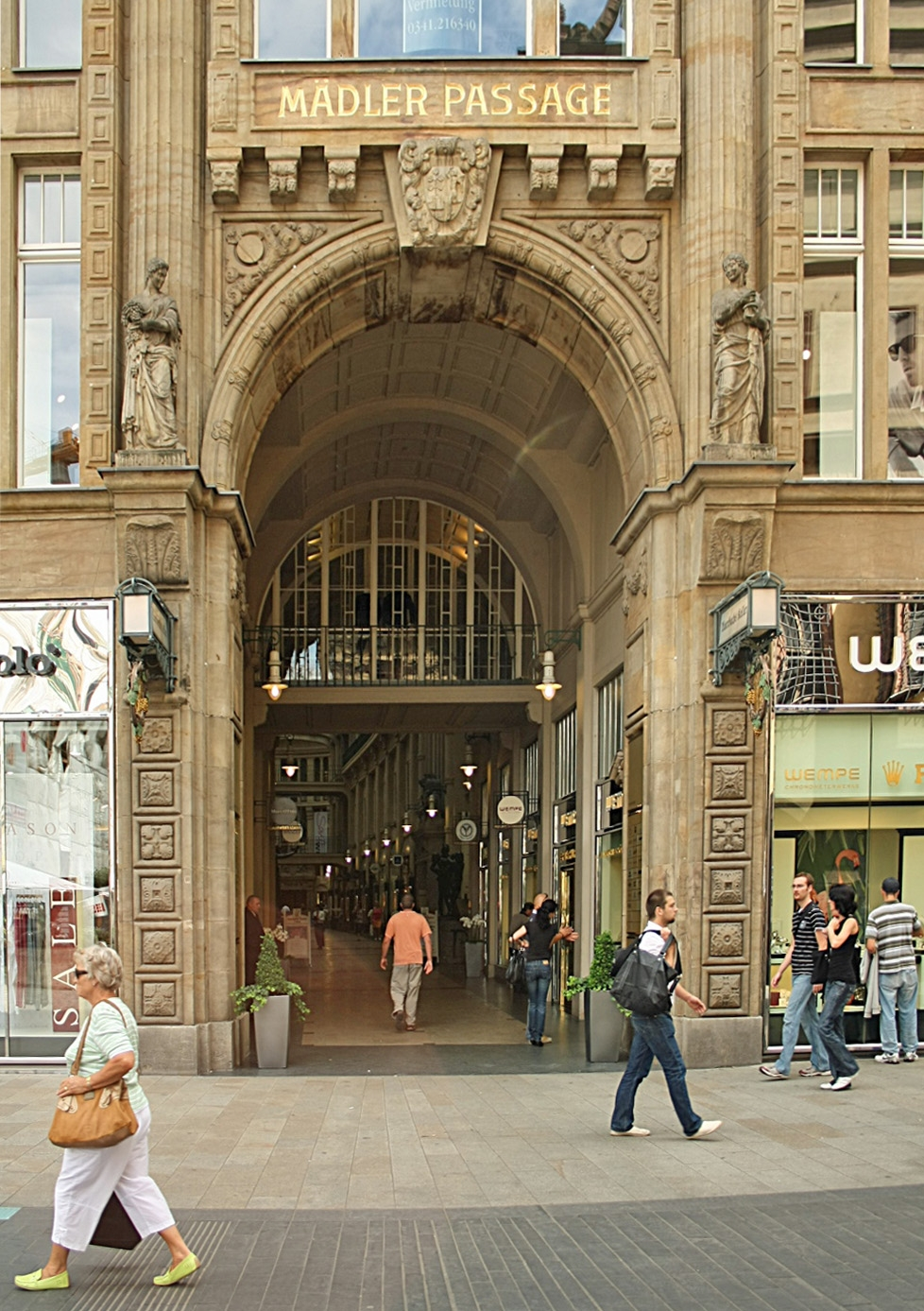
梅德勒拱廊北入口

梅德勒拱廊（Mädlerpassage）是莱比锡一处室内零售，餐饮和服务综合体，该市少数保存完好的美丽的拱廊之一，位于市中心的Grimmaische街/新市场。

## 历史
这个地点原本建有奥尔巴赫's Hof建筑群，其历史可追溯到1530年。1911年1月，奥尔巴赫和毗邻的土地出售给手提箱和皮革制造商安东·梅德勒（1864年-1925年）。从1912年至1914年 所有的建筑物拆除，并兴建展览馆梅德勒拱廊，由建筑师Theodor Kösser设计。
拱廊长142米，两侧是5层房屋，4层拱廊。在拱廊街入口处两侧是两个真人大小的女性人物，手持葡萄和花瓶，代表这座建筑用作酒窖（奥尔巴赫·凯勒）和瓷器，陶器与石器工业展览会（5,700平方米的展览空间）。自1969年以来，拱廊的圆形大厅展出迈森瓷器。直到1989年，梅德勒拱廊一直被用作展览大厅。 
从1995年至1997年，热爱艺术的房地产商约根·施奈德翻新了梅德勒拱廊，用作新的用途。下层除了古老的奥尔巴赫酒窖，拱廊还有约20个小商店和餐馆。上层用作办公室，以及卡巴莱Sanftwut。